# Difficile lectu
Difficile lectu en fa mayor, K. 559, es un canon compuesto por Wolfgang Amadeus Mozart. La música está escrita para tres cantantes, y la letra es probablemente del propio Mozart.
La obra fue introducida por el compositor en su catálogo personal el 2 de septiembre de 1788 como parte de una serie de diez cánones; fue escrito probablemente en algún momento en los años 1786-1787.

## Texto
Aunque algunos de los cánones de la serie de 1788 presentan un texto serio (id est, religioso), el KV 559 se concibió enteramente para divertirse. La obra presenta dos juegos de palabras bilingües y algo de humor escatológico. La letra está aparentemente en latín, pero aunque están dadas en secuencia no tienen ningún sentido en esta lengua:
Difficile lectu mihi mars et jonicu difficile.
El humor de la pieza estriba en escuchar estas palabras en lugar de frases vulgares en alemán o italiano.
El juego de palabras alemán se basa en el fuerte acento bávaro del tenor-barítono Johann Nepomuk Peyerl (1761–1800), que pudo ser presumiblemente el cantante solista en el estreno (véase más abajo). Como observó Jean-Victor Hocquard, las palabras pseudo-latinas lectu mihi mars, al ser cantadas por Peyerl, recordarían en alemán bávaro a leck du mi im Arsch, cuya traducción literal sería "lámeme el culo". Más idiomáticamente, la frase puede ser traducida como, "bésame el culo".
El segundo juego de palabras se basa en la única palabra latina jonicu. Winternitz (1958) explica que cuando esta palabra se canta de una forma rápida y repetida, como ocurre en el canon, sus sílabas son responsables de que se oiga una palabra tabú del italiano regional, cujoni (estándar coglioni), que equivale a "cojones".

## Estreno
Una historia sobre cómo se compuso e interpretó por primera vez el canon fue ofrecida por Gottfried Weber, un musicólogo y editor de principios del siglo XIX.
En un artículo de 1824 publicado por Caecilia, la revista que editaba, Weber publicó un facsímil del manuscrito original del canon (véase más abajo). En su comentario, Weber incluyó lo siguiente:

La historia es como sigue. El por otra parte excelente Peierl tuvo un número extraordinario de idiosincrasias de pronunciación, que Mozart fisgoneó con frecuencia de sus interacciones amistosas con él y con otros amigos. Una noche, en una alegre reunión, Mozart tuvo la idea de escribir un canon en el que las pocas palabras latinas "Difficile lectu" etc. podrían emerger en la pronunciación de Peyerl de una forma cómica, con tal expectación que él no se daría cuenta y haría el ridículo. En el mismo momento, en el reverso del mismo pliego de papel Mozart escribió el canon burlesco O du eselhafter Peierl (Oh tú, tonto Peierl), KV 560a.

La broma tuvo éxito. Una vez que las extrañas palabras latinas habían emergido de la boca de Peyerl de la forma cómica prevista —para la satisfacción de todos los presentes— Mozart le dio la vuelta a la página, y el grupo en lugar de aplaudir, canta el canon burlesco triunfal O du eselhafter Peierl.

Weber no mencionó de dónde procede esta historia.

## Autógrafo
El autógrafo de la partitura (copia del manuscrito original) ha sobrevivido; se trata de un "minúsculo papelito" (Searle) en el reverso del que es —como Weber observa— la copia original del KV 560a. En gran cantidad de ocasiones, las palabras del texto están borrosas y son difíciles de leer, condición que Weber atribuyó a gotitas extraviadas de champagne que posiblemente corrieron la tinta.
El manuscrito formó parte durante un tiempo de la colección de Stefan Zweig, y en 1986 fue donado junto con el resto de la colección a la Biblioteca Británica, donde se halla en la actualidad.
Un esbozo para el KV 559 es conserva también; su existencia sugiere que, al contrario de lo que Weber relató, Mozart debió haber planeado esta broma con antelación. Tanto el autógrafo como el boceto pueden ser visionados en la web del NMA (véase «Enlaces externos» más abajo).

## Acogida
El canon es probablemente una de las obras de Mozart interpretadas con menos frecuencia. Ilustra el dominio de diferentes lenguas del compositor y su gusto por el humor escatológico y alegre. Para conocer más sobre la escatología de Mozart, véase Leck mich im Arsch, Leck mir den Arsch fein recht schön sauber, Bona nox, O du eselhafter Peierl  y Maria Anna Thekla Mozart (la prima a la que Mozart envió un buen número de cartas escatológicamente divertidas).